# Temporada 1916-1917 del FC Barcelona
Les dades més destacades de la temporada 1916-1917 del Futbol Club Barcelona són les següents:

## Fets destacats[2]
Debuten dos jugadors que marcaran època: Agustí Sancho i Emili Sagi.
Explota el cas Garchitorena, un jugador que el Barça alinea al Campionat de Catalunya, on no poden intervenir estrangers. L'Espanyol va al·legar que tenia nacionalitat nord-americana (tot i que confusions posteriors van afirmar que era argentí), ja que Filipines era territori dels EUA en aquella època i ho denuncia després de perdre amb el Barça per (3-0). S'ordena la repetició dels partits que havia jugat aquest jugador, però el club prefereix retirar-se. El jugador va acabar dedicant-se al cinema i va viure aventures sonades, com la que va relacionar amb l'actriu Myrna Loy.
El 17 juny 1917 Gamper torna a la presidència del club per tercera vegada.

## Plantilla
Font:
| N.                            | Pos. | Nac. | Jugador             | Total | Total | C. Catalunya | C. Catalunya | Amistosos | Amistosos |
| N.                            | Pos. | Nac. | Jugador             | PJ    | Gols  | PJ           | Gols         | PJ        | Gols      |
| ----------------------------- | ---- | --- | ------------------- | ----- | ----- | ------------ | ------------ | --------- | --------- |
| —                             | POR  | [[Fitxer:Flag of Catalonia.svg\|23x15px\|border \|alt=Catalunya\|link=Selecció de futbol de Catalunya\|{{#if:\|]]                              | Lluís Bru           | 48    | -10   | 12           | -10          | 36        | -         |
| —                             | DEF  | [[Fitxer:Flag of Catalonia.svg\|23x15px\|border \|alt=Catalunya\|link=Selecció de futbol de Catalunya\|{{#if:\|]]                              | Eduard Reguera      | 47    | 0     | 12           | 0            | 35        | 0         |
| —                             | DEF  | [[Fitxer:Flag of Catalonia.svg\|23x15px\|border \|alt=Catalunya\|link=Selecció de futbol de Catalunya\|{{#if:\|]]                              | Josep Costa         | 27    | 7     | 12           | 5            | 15        | 2         |
| —                             | DEF  | [[Fitxer:Flag of Catalonia.svg\|23x15px\|border \|alt=Catalunya\|link=Selecció de futbol de Catalunya\|{{#if:\|]]                              | Josep Pedret        | 11    | 0     | 1            | 0            | 10        | 0         |
| —                             | MIG  | [[Fitxer:Flag of Spain (1785–1873, 1875–1931).svg\|23x15px\|border \|alt=Espanya\|link=Selecció de futbol d'Espanya\|{{#if:\|]]                | Francisco Baonza    | 50    | 3     | 12           | 1            | 38        | 2         |
| —                             | MIG  | [[Fitxer:Flag of the Valencian Community (2x3).svg\|23x15px\|border \|alt=País Valencià\|link=Selecció de futbol del País Valencià\|{{#if:\|]] | Agustí Sancho       | 39    | 5     | 12           | 3            | 27        | 2         |
| —                             | MIG  | [[Fitxer:Flag of Spain (1785–1873, 1875–1931).svg\|23x15px\|border \|alt=Espanya\|link=Selecció de futbol d'Espanya\|{{#if:\|]]                | Ramón Torralba      | 28    | 0     | 6            | 0            | 22        | 0         |
| —                             | MIG  | [[Fitxer:Flag of Catalonia.svg\|23x15px\|border \|alt=Catalunya\|link=Selecció de futbol de Catalunya\|{{#if:\|]]                              | Jaume Amat          | 27    | 1     | 5            | 0            | 22        | 1         |
| —                             | MIG  | [[Fitxer:Flag of Catalonia.svg\|23x15px\|border \|alt=Catalunya\|link=Selecció de futbol de Catalunya\|{{#if:\|]]                              | José Rodríguez      | 16    | 1     | 3            | 1            | 13        | 0         |
| —                             | DAV  | [[Fitxer:Flag of Catalonia.svg\|23x15px\|border \|alt=Catalunya\|link=Selecció de futbol de Catalunya\|{{#if:\|]]                              | Francesc Vinyals    | 40    | 2     | 11           | 0            | 29        | 2         |
| —                             | DAV  | [[Fitxer:Flag of Catalonia.svg\|23x15px\|border \|alt=Catalunya\|link=Selecció de futbol de Catalunya\|{{#if:\|]]                              | Vicenç Martínez     | 43    | 27    | 9            | 8            | 34        | 19        |
| —                             | DAV  | [[Fitxer:Flag of Catalonia.svg\|23x15px\|border \|alt=Catalunya\|link=Selecció de futbol de Catalunya\|{{#if:\|]]                              | Salvador Hormeu     | 31    | 11    | 10           | 5            | 21        | 6         |
| —                             | DAV  | [[Fitxer:Flag of Puerto Rico.svg\|23x15px\|border \|alt=Puerto Rico\|link=Selecció de futbol de Puerto Rico\|{{#if:\|]]                        | Augusto Ozores      | 26    | 5     | 9            | 0            | 17        | 5         |
| —                             | DAV  | [[Fitxer:Flag of the Philippines.svg\|23x15px\|border \|alt=Filipines\|link=Selecció de futbol de les Filipines\|{{#if:\|]]                    | Juan Garchitorena   | 34    | 11    | 6            | 2            | 28        | 9         |
| —                             | DAV  | [[Fitxer:Flag of Catalonia.svg\|23x15px\|border \|alt=Catalunya\|link=Selecció de futbol de Catalunya\|{{#if:\|]]                              | Ramon Castells      | 9     | 3     | 5            | 1            | 4         | 2         |
| —                             | DAV  | [[Fitxer:Flag of Catalonia.svg\|23x15px\|border \|alt=Catalunya\|link=Selecció de futbol de Catalunya\|{{#if:\|]]                              | Lleó Serrats        | 18    | 8     | 3            | 1            | 15        | 7         |
| —                             | DAV  | [[Fitxer:Flag of Catalonia.svg\|23x15px\|border \|alt=Catalunya\|link=Selecció de futbol de Catalunya\|{{#if:\|]]                              | Llobet II           | 14    | 2     | 3            | 1            | 11        | 1         |
| —                             | DAV  | [[Fitxer:Flag of Catalonia.svg\|23x15px\|border \|alt=Catalunya\|link=Selecció de futbol de Catalunya\|{{#if:\|]]                              | Francesc Castelló   | 1     | 0     | 1            | 0            | 0         | 0         |
| Equip reserva                 |      | |                     |       |       |              |              |           |           |
| —                             | POR  | [[Fitxer:Flag of Catalonia.svg\|23x15px\|border \|alt=Catalunya\|link=Selecció de futbol de Catalunya\|{{#if:\|]]                              | Francesc Conforto   | 3     | 0     | 0            | 0            | 3         | 0         |
| —                             | POR  | [[Fitxer:Flag of Catalonia.svg\|23x15px\|border \|alt=Catalunya\|link=Selecció de futbol de Catalunya\|{{#if:\|]]                              | Lluís Renyé         | 1     | 0     | 0            | 0            | 1         | 0         |
| —                             | POR  | [[Fitxer:Flag of Catalonia.svg\|23x15px\|border \|alt=Catalunya\|link=Selecció de futbol de Catalunya\|{{#if:\|]]                              | Antoni Robert       | 1     | 0     | 0            | 0            | 1         | 0         |
| —                             | POR  | [[Fitxer:Flag of Catalonia.svg\|23x15px\|border \|alt=Catalunya\|link=Selecció de futbol de Catalunya\|{{#if:\|]]                              | Josep Bru           | 1     | 0     | 0            | 0            | 1         | 0         |
| —                             | POR  | [[Fitxer:Flag of Spain.svg\|23x15px\|border \|alt=Espanya\|link=Selecció de futbol d'Espanya\|{{#if:\|]]                                       | Esteban Pascual     | 1     | 0     | 0            | 0            | 1         | 0         |
| —                             | DEF  | [[Fitxer:Flag of Catalonia.svg\|23x15px\|border \|alt=Catalunya\|link=Selecció de futbol de Catalunya\|{{#if:\|]]                              | Lluís Tudó          | 8     | 0     | 0            | 0            | 8         | 0         |
| —                             | DEF  | [[Fitxer:Flag of England.svg\|23x15px\|border \|alt=Anglaterra\|link=Selecció de futbol d'Anglaterra\|{{#if:\|]]                               | Jack Greenwell      | 8     | 2     | 0            | 0            | 8         | 2         |
| —                             | DEF  | [[Fitxer:Flag of Catalonia.svg\|23x15px\|border \|alt=Catalunya\|link=Selecció de futbol de Catalunya\|{{#if:\|]]                              | Joan Barba          | 8     | 0     | 0            | 0            | 8         | 0         |
| —                             | DEF  | [[Fitxer:Flag of Spain (1785–1873, 1875–1931).svg\|23x15px\|border \|alt=Espanya\|link=Selecció de futbol d'Espanya\|{{#if:\|]]                | Dimas Fernández     | 4     | 2     | 0            | 0            | 4         | 2         |
| —                             | DEF  | [[Fitxer:Flag of Catalonia.svg\|23x15px\|border \|alt=Catalunya\|link=Selecció de futbol de Catalunya\|{{#if:\|]]                              | Joan Boix           | 1     | 0     | 0            | 0            | 1         | 0         |
| —                             | MIG  | [[Fitxer:Flag of Catalonia.svg\|23x15px\|border \|alt=Catalunya\|link=Selecció de futbol de Catalunya\|{{#if:\|]]                              | Bonet               | 3     | 2     | 0            | 0            | 3         | 2         |
| —                             | MIG  | [[Fitxer:Flag of Catalonia.svg\|23x15px\|border \|alt=Catalunya\|link=Selecció de futbol de Catalunya\|{{#if:\|]]                              | Josep Llobet        | 3     | 0     | 0            | 0            | 3         | 0         |
| —                             | MIG  | [[Fitxer:Flag of Catalonia.svg\|23x15px\|border \|alt=Catalunya\|link=Selecció de futbol de Catalunya\|{{#if:\|]]                              | Fèlix de Pomés      | 1     | 0     | 0            | 0            | 1         | 0         |
| —                             | MIG  | [[Fitxer:Flag of Catalonia.svg\|23x15px\|border \|alt=Catalunya\|link=Selecció de futbol de Catalunya\|{{#if:\|]]                              | Tomàs Vela          | 1     | 0     | 0            | 0            | 1         | 0         |
| —                             | DAV  | [[Fitxer:Flag of Argentina.svg\|23x15px\|border \|alt=Argentina\|link=Selecció de futbol de l'Argentina\|{{#if:\|]]                            | Carlos María Rovira | 18    | 5     | 0            | 0            | 18        | 5         |
| —                             | DAV  | [[Fitxer:Flag of Catalonia.svg\|23x15px\|border \|alt=Catalunya\|link=Selecció de futbol de Catalunya\|{{#if:\|]]                              | Emili Sagi          | 10    | 5     | 0            | 0            | 10        | 5         |
| —                             | DAV  | [[Fitxer:Flag of Catalonia.svg\|23x15px\|border \|alt=Catalunya\|link=Selecció de futbol de Catalunya\|{{#if:\|]]                              | Joan Bó             | 8     | 0     | 0            | 0            | 8         | 0         |
| —                             | DAV  | [[Fitxer:Flag of Catalonia.svg\|23x15px\|border \|alt=Catalunya\|link=Selecció de futbol de Catalunya\|{{#if:\|]]                              | Casimir Mallorquí   | 6     | 0     | 0            | 0            | 6         | 0         |
| —                             | DAV  | [[Fitxer:Flag placeholder.svg\|23x15px\| \|alt=\|link=Selecció de futbol\|{{#if:\|]]                                                           | Bell                | 6     | 0     | 0            | 0            | 6         | 0         |
| —                             | DAV  | [[Fitxer:Flag of Catalonia.svg\|23x15px\|border \|alt=Catalunya\|link=Selecció de futbol de Catalunya\|{{#if:\|]]                              | Salvador Suqué      | 4     | 1     | 0            | 0            | 4         | 1         |
| —                             | DAV  | [[Fitxer:Flag of Catalonia.svg\|23x15px\|border \|alt=Catalunya\|link=Selecció de futbol de Catalunya\|{{#if:\|]]                              | Josep Julià         | 3     | 1     | 0            | 0            | 3         | 1         |
| —                             | DAV  | [[Fitxer:Flag of Catalonia.svg\|23x15px\|border \|alt=Catalunya\|link=Selecció de futbol de Catalunya\|{{#if:\|]]                              | Enric Peris         | 3     | 0     | 0            | 0            | 3         | 0         |
| —                             | DAV  | [[Fitxer:Flag of Spain.svg\|23x15px\|border \|alt=Espanya\|link=Selecció de futbol d'Espanya\|{{#if:\|]]                                       | Villanueva          | 2     | 0     | 0            | 0            | 2         | 0         |
| —                             | DAV  | [[Fitxer:Flag of Spain.svg\|23x15px\|border \|alt=Espanya\|link=Selecció de futbol d'Espanya\|{{#if:\|]]                                       | Alcañiz             | 1     | 0     | 0            | 0            | 1         | 0         |
| —                             | DAV  | [[Fitxer:Flag of the Philippines.svg\|23x15px\|border \|alt=Filipines\|link=Selecció de futbol de les Filipines\|{{#if:\|]]                    | José Garchitorena   | 1     | 0     | 0            | 0            | 1         | 0         |
| —                             | DAV  | [[Fitxer:Flag of Catalonia.svg\|23x15px\|border \|alt=Catalunya\|link=Selecció de futbol de Catalunya\|{{#if:\|]]                              | Joaquim Matas       | 1     | 0     | 0            | 0            | 1         | 0         |
| —                             | DAV  | [[Fitxer:Flag of Spain.svg\|23x15px\|border \|alt=Espanya\|link=Selecció de futbol d'Espanya\|{{#if:\|]]                                       | Cabeza              | 1     | 0     | 0            | 0            | 1         | 0         |
| —                             | DAV  | [[Fitxer:Flag of Spain.svg\|23x15px\|border \|alt=Espanya\|link=Selecció de futbol d'Espanya\|{{#if:\|]]                                       | Paeza               | 1     | 0     | 0            | 0            | 1         | 0         |
| —                             |      | [[Fitxer:Flag of Catalonia.svg\|23x15px\|border \|alt=Catalunya\|link=Selecció de futbol de Catalunya\|{{#if:\|]]                              | Pere Sellarés       | 1     | 0     | 0            | 0            | 1         | 0         |
| Jugadors convidats o puntuals |      | |                     |       |       |              |              |           |           |
| —                             | POR  | [[Fitxer:Flag of Spain (1785–1873, 1875–1931).svg\|23x15px\|border \|alt=Espanya\|link=Selecció de futbol d'Espanya\|{{#if:\|]]                | Francisco Aramburo  | 1     | 0     | 0            | 0            | 1         | 0         |
| —                             | MIG  | [[Fitxer:Flag of Catalonia.svg\|23x15px\|border \|alt=Catalunya\|link=Selecció de futbol de Catalunya\|{{#if:\|]]                              | Eusebi Blanco       | 2     | 0     | 0            | 0            | 2         | 0         |

1. ↑  S'inclouen els jugadors del club que no van disputar parits oficials durant la temporada.
2. ↑  Era jugador del FC Badalona.
3. ↑  Era jugador del FC Espanya.

## Competicions
| Competició      | Pos. | P  | PG | PE | PP | GF | GC | Campió    |
| --------------- | ---- | -- | -- | -- | -- | -- | -- | --------- |
| C. de Catalunya | 4t   | 12 | 8  | 3  | 1  | 29 | 10 | FC España |

## Resultats
| Amistosos |

| 27 agost 1916 | FC Barcelona | 1 - 1 | RCD Espanyol | Barcelona                  |  |
|               | Garchitorena |       |              | Internacional · Palomera · |  |

| 10 setembre 1916 | Arenas Club de Getxo | 4 - 0 | FC Barcelona | Bilbao             |  |
|                  |                      |       |              | Josaleta · Vidal · |  |

| 12 setembre 1916 | Arenas Club de Getxo | 3 - 3 | FC Barcelona        | Bilbao                 |  |
|                  |                      |       | V.Martínez · Hormeu | Josaleta · Ibarreche · |  |

| 24 setembre 1916 | CF Badalona | 2 - 0 | FC Barcelona | Barcelona            |  |
|                  |             |       |              | Badalona · Ramirez · |  |

| 6 octubre 1916 | FC Barcelona | 1 - 2 | Real Fortuna Foot-ball Club | Barcelona               |  |
|                | Rovira       |       |                             | Industria · Greenwell · |  |

| 8 octubre 1916 | FC Barcelona | 1 - 1 | Real Fortuna Foot-ball Club | Barcelona         |  |
|                | Ozores       |       |                             | Industria · Bru · |  |

| 15 octubre 1916 | FC Barcelona       | 2 - 3 | Terrassa FC | Barcelona          |  |
|                 | Martinez · Vinyals |       |             | Industria · Ponz · |  |

| 22 octubre 1916 | FC Barcelona | 2 - 1 | CF Badalona | Barcelona         |  |
|                 | Martinez     |       |             | Industria · Bru · |  |

| 29 octubre 1916 | FC Barcelona               | 4 - 0 | Athletic Club | Barcelona              |  |
|                 | Hormeu · Martinez · Ozores |       |               | Industria · Palomera · |  |

| 1 novembre 1916 | FC Barcelona | 1 - 3 | Athletic Club | Barcelona           |  |
|                 | Ozores       |       |               | Industria · Forns · |  |

| 12 novembre 1916 | RCD Espanyol | 1 - 2 | FC Barcelona | Barcelona                                           |  |
|                  |              |       | Martinez     | Espanyol · Bru primera part i Julines segona part · |  |

| 8 desembre 1916 | FC Barcelona                               | 4 - 2 | Deportivo de La Coruña | Barcelona           |  |
|                 | Caballal equip contrari · Ozores · Serrats |       |                        | Industria · Marti · |  |

| 9 desembre 1916 | Athletic Club | 9 - 1 | FC Barcelona | Bilbao                |  |
|                 |               |       | Rovira       | San Mames · Pacheco · |  |

| 10 desembre 1916 | FC Barcelona             | 3 - 2 | Deportivo de La Coruña | Barcelona           |  |
|                  | Ozores · Castells · Sagi |       |                        | Industria · Marti · |  |

| 11 desembre 1916 | Athletic Club | 8 - 0 | FC Barcelona | Bilbao                |  |
|                  |               |       |              | San Mames · Arzuaga · |  |

| 24 desembre 1916 | FC Barcelona          | 3 - 1 | Fussballclub Basel 1893 | Barcelona         |  |
|                  | Garchitorena · Hormeu |       |                         | Industria · Bru · |  |

| 25 desembre 1916 | FC Barcelona | 1 - 3 | Fussballclub Basel 1893 | Barcelona              |  |
|                  | Garchitorena |       |                         | Industria · Hamilton · |  |

| 31 desembre 1916 | FC Barcelona | 1 - 1 | FC La Chaux-de-Fonds | Barcelona           |  |
|                  | Garchitorena |       |                      | Industria · Peris · |  |

| 1 gener 1917 | FC Barcelona          | 3 - 1 | FC La Chaux-de-Fonds | Barcelona           |  |
|              | Garchitorena · Hormeu |       |                      | Industria · Marti · |  |

| 28 gener 1917 | FC Barcelona   | 3 - 0 | FC Stadium | Barcelona                    |  |
|               | Sagi · Serrats |       |            | Industria · Jack Greenwell · |  |

| 4 febrer 1917 | FC Barcelona                                         | 6 - 2 | Terrassa FC | Barcelona            |  |
|               | Costa · Vinyals · Hormeu · Castells · equip contrari |       |             | Industria · Torras · |  |

| 11 febrer 1917 | FC Barcelona | 2 - 1 | UE Sants | Barcelona            |  |
|                | Bonet        |       |          | Industria · Torras · |  |

| 18 marc 1917 | FC Barcelona | 1 - 0 | Reial Societat | Barcelona             |  |
|              | Garchitorena |       |                | Industria · Julines · |  |

| 19 marc 1917 | FC Barcelona  | 2 - 2 | Reial Societat | Barcelona           |  |
|              | Sagi · Rovira |       |                | Industria · Marti · |  |

| 6 maig 1917 | FC Barcelona                | 4 - 0 | CE Europa | Barcelona           |  |
|             | Martines · Sancho · Serrats |       |           | Industria · Marti · |  |

| 17 maig 1917 | FC Barcelona      | 2 - 1 | Seleccio Catalana | Barcelona               |  |
|              | Martines · Hormeu |       |                   | Industria · Greenwell · |  |

| 27 maig 1917 | FC Barcelona | 1 - 5 | Real Unión Club de Irun | Barcelona             |  |
|              | Amat         |       |                         | Industria · Femenia · |  |

| 28 maig 1917 | FC Barcelona | 1 - 1 | Real Unión Club de Irun | Barcelona           |  |
|              | Martinez     |       |                         | Industria · Peris · |  |

| 29 maig 1917 | FC Barcelona | 0 - 1 | Real Unión Club de Irun | Barcelona            |  |
|              |              |       |                         | Industria · Carcer · |  |

| 24 juny 1917 | FC Barcelona | 1 - 0 | CF Badalona | Barcelona           |  |
|              | Martinez     |       |             | Industria · Peris · |  |

| 1 juliol 1917 | FC Barcelona     | 3 - 1 | CE Europa | Barcelona     |  |
|               | Martinez · Suque |       |           | Rubi · Vals · |  |

| ? juliol 1917 | Iluro Sport Club | 0 - 1 | FC Barcelona | Mataró                   |  |
|               |                  |       | Martinez     | Iluro · Jack Greenwell · |  |

| 5 agost 1917 | CE Europa | 0 - 2 | FC Barcelona      | Barcelona          |  |
|              |           |       | Sancho · Martinez | Europa · Alemany · |  |

| Campionat de Catalunya |

| 26 novembre 1916 | FC Barcelona                             | 4 - 0 | CS Sabadell | Barcelona                           |  |
|                  | Martínez · Garchitorena · Llobet · Costa |       |             | Camp del carrer Indústria · Brias · |  |

| 3 desembre 1916 | FC España   | 2 - 1 | FC Barcelona | Barcelona                                       |  |
| 15:00           | Prats 70' · |       | Martínez     | Camp del carrer Entença / València · Palomera · |  |

| 17 desembre 1916 | FC Barcelona     | 3 - 0 | RCD Espanyol | Barcelona                             |  |
|                  | Costa · Martínez |       |              | Camp del carrer Indústria · Julinés · |  |

| 7 gener 1917 | FC Internacional | 0 - 0 | FC Barcelona | Barcelona                        |  |
|              |                  |       |              | Camp del carrer Galileu · Pons · |  |

| 14 gener 1917 | FC Barcelona                             | 4 - 3 | Universitary SC | Barcelona                             |  |
|               | Castells · Garchitorena · Hormeu · Costa |       | Gol · Gol · Gol | Camp del carrer Indústria · Sanpere · |  |

| 21 gener 1917 | Atlètic FC de Sabadell | 0 - 2 | FC Barcelona | Sabadell                                       |  |
|               |                        |       | Hormeu       | Camp del carrer Fray Luis de León · Palomera · |  |

| 25 febrer 1917 | CS Sabadell | 1 - 2 | FC Barcelona     | Sabadell                       |  |
|                | Monistrol   |       | Costa · Martínez | Camp de la Creu Alta · Brias · |  |

| 4 març 1917 | FC Barcelona     | 2 - 2 | FC España    | Barcelona                             |  |
|             | Costa · Martínez |       | Cella · Baró | Camp del carrer Indústria · Torrens · |  |

| 11 març 1917 | RCD Espanyol | 0 - 0 | FC Barcelona | Barcelona                           |  |
|              |              |       |              | Velòdrom Parc d'Sports · Palomera · |  |

| 23 març 1917 | Universitary SC | 1 - 4 | FC Barcelona                               | Barcelona |  |
|              | Gol             |       | Hormeu · Baonza · Serrat · Comamala (p.p.) | Lemmel ·  |  |

| 1 abril 1917 | FC Barcelona                  | 5 - 0 | Atlètic FC de Sabadell | Barcelona                          |  |
|              | Martínez · Sancho · Rodríguez |       |                        | Camp del carrer Indústria · Baró · |  |

| 15 abril 1917 | FC Barcelona    | 2 - 1 | FC Internacional | Barcelona                             |  |
|               | Hormeu · Sancho |       | Gol              | Camp del carrer Indústria · Femenia · |  |

- Els sis primers partits foren comptabilitzats com a derrotes per alineació indeguda.

| Copa Foronda |

| 21 abril 1917 | FC Madrid | 3 - 1 | FC Barcelona | Madrid           |  |
| 1r partit     |           |       | Martínez     | Pelayo Serrano · |  |

| 23 abril 1917 | FC Madrid | 0 - 0 | FC Barcelona | Madrid           |  |
| 2n. partit    |           |       |              | Pelayo Serrano · |  |